# Absalonsgade (Silkeborg)
 For alternative betydninger, se Absalonsgade. (Se også artikler, som begynder med Absalonsgade)
 Der er for få eller ingen kildehenvisninger i denne artikel, hvilket er et problem. Du kan hjælpe ved at angive troværdige kilder til de påstande, som fremføres i artiklen.

Absalonsgade er en gade i Silkeborgs midtby, der går fra Valdemarsgade til Wibergsgade. Gaden er 214 meter lang og præget af midtbyvillaer. Den er opkaldt efter Biskop Absalon (1128-1201), der var ærkebiskop i Lund, Sverige (dengang Danmark). 

## Gadens historie
Gaden ligger i Lyngbykvarteret, der opstod omkring 1890, da man åbnede en jernbaneoverskæring ved det Koopmanske Svineslagteri. I mange år var forholdene elendige i kvarteret, hvor flertallet af beboerne var arbejdere og småkårsfolk: Vejens brolægning var mangelfuld eller ikke-eksisterende, gadelygter var der ingen af, polititilsyn glimrede ved sit fravær – undtagen når der skulle pantes for skat eller lignende – og postgangen var meget uregelmæssig. Med tiden løstes problemerne dog, efterhånden som bydelen voksede sammen med resten af Silkeborg.
Oprindelig lå der også en Svendsgade i kvarteret, som blev nedlagt, da man i 1919 flyttede Silkeborg Maskinfabrik fra Vestergade til området mellem Jernbanevej og Lyngbygade.